# Бойко Цветков
Бойко Цветков е български футболист и настоящ треньор.